# Kozue Ando
Kozue Ando (安藤 梢, Andō Kozue, Utsunomiya, 9 juli 1982) is een Japans voetbalster die als aanvaller speelt.

## Carrière

### Clubcarrière
Ando speelde voor Urawa Reds, Duisburg, Frankfurt en Essen-Schönebeck. Met Frankfurt werd zij in 2014/15 kampioen van Europa.

### Interlandcarrière
Zij nam met het Japans vrouwenvoetbalelftal deel aan de Wereldkampioenschappen in 1999, 2007 en de Olympische Zomerspelen in 2004.
Zij nam met het Japans elftal deel aan de Olympische Zomerspelen in 2008. Daar stond zij in vijf van de wedstrijden van Japan opgesteld, en Japan kwam tot de halve finale. Zij nam met het Japans elftal deel aan de Wereldkampioenschappen in 2011. Daar stond zij in alle zes de wedstrijden van Japan opgesteld. Japan behaalde goud op de Spelen. Zij nam met het Japans elftal deel aan de Olympische Zomerspelen in 2012. Daar stond zij in vijf de wedstrijden van Japan opgesteld., en Japan behaalde zilver op de Spelen. Zij nam met het Japans elftal deel aan de Wereldkampioenschappen in 2015 en Japan behaalde zilver op de Spelen.
Ze heeft 126 interlands voor het Japanse vrouwenelftal gespeeld en scoorde daarin 19 keer.

## Statistieken
| Japans vrouwenvoetbalelftal | Japans vrouwenvoetbalelftal | Japans vrouwenvoetbalelftal |
| Jaar                        | Wed.                        | Dlp.                        |
| --------------------------- | --------------------------- | --------------------------- |
| 1999                        | 1                           | 0                           |
| 2000                        | 5                           | 0                           |
| 2001                        | 0                           | 0                           |
| 2002                        | 5                           | 0                           |
| 2003                        | 1                           | 2                           |
| 2004                        | 6                           | 1                           |
| 2005                        | 9                           | 1                           |
| 2006                        | 16                          | 3                           |
| 2007                        | 9                           | 0                           |
| 2008                        | 16                          | 3                           |
| 2009                        | 3                           | 1                           |
| 2010                        | 8                           | 6                           |
| 2011                        | 18                          | 0                           |
| 2012                        | 13                          | 0                           |
| 2013                        | 5                           | 1                           |
| 2014                        | 4                           | 0                           |
| 2015                        | 7                           | 1                           |
| Totaal                      | 126                         | 19                          |